# لويس ألبرتو (لاعب كرة قدم أرجنتيني)
لويس ألبرتو (بالإسبانية: Luis Alberto)‏ (ولد في 6 أكتوبر 1943 في سانتياغو ديل استيرو، الأرجنتين) وهو لاعب كرة قدم أرجنتيني سابق لعب لعدة أندية أمريكية لكرة القدم مصغرة منها نيويورك كوسموس.

## وصلات خارجية
- NASL/MISL stats (بالإنجليزية)